# Rocznik Psychiatryczny
Rocznik Psychiatryczny – polskie czasopismo naukowe, publikujące prace z dziedziny psychiatrii. Wydawany w latach 1923–1951, był oficjalnym organem Polskiego Towarzystwa Psychiatrycznego. Jego tradycje kontynuuje „Psychiatria Polska”.

## Historia
Pierwszy komitet redakcyjny czasopisma stanowili Wiktor Grzywo-Dąbrowski, Jan Nelken, Rafał Radziwiłłowicz i Władysław Sterling. Członkami komitetu redakcyjnego byli także Eugeniusz Artwiński, Maurycy Bornsztajn, Stefan Borowiecki, Józef Handelsman, Witold Łuniewski, Jan Mazurkiewicz, Stefan Pieńkowski i Maksymilian Rose. Po wojnie komitet redakcyjny tworzyli Eugeniusz Brzezicki, Maurycy Bornsztajn, Wiktor Grzywo-Dąbrowski, Ryszard Dreszer, Józef Handelsman, Mieczysław Kaczyński, Bronisław Kostkiewicz i Eugeniusz Wilczkowski.
Czasopismo przed wojną ukazywało się w nieregularnych odstępach czasu, w dwóch zeszytach rocznie o łącznej objętości co najmniej 20 arkuszy wydawniczych. Artykuły miały streszczenia w języku francuskim. Pierwszy zeszyt czasopisma wydany został z zapomogi wydziału nauki Ministerstwa Wyznań Religijnych i Oświecenia Publicznego.
W sierpniu 1939 roku kolejny (37) zeszyt „Rocznika Psychiatrycznego” był złożony do druku. We wrześniu władze niemieckie nakazały redakcji zniszczenie całego nakładu. Wbrew tym rozkazom redakcja próbowała przechować go w Klinice Psychiatrycznej Uniwersytetu Warszawskiego. Cały zakład został zniszczony podczas powstania warszawskiego, wraz z budynkiem Kliniki Psychiatrycznej. Wydawanie czasopisma wznowiono w 1949 roku, kontynuując przedwojenną numerację zeszytów. W 1949 roku ukazały się trzy zeszyty, w 1950 tylko jeden, w 1951 roku też jeden. Artykuły miały streszczenia w języku rosyjskim i francuskim lub angielskim.
W 1951 roku zdecydowano o połączeniu „Rocznika Psychiatrycznego” i „Neurologii Polskiej” w czasopismo „Neurologia, Neurochirurgia i Psychiatria Polska” (wydawane 1951–1966).